# Gopha albipuncta
Gopha albipuncta är en fjärilsart som beskrevs av William Schaus 1901. Gopha albipuncta ingår i släktet Gopha och familjen tandspinnare. Inga underarter finns listade i Catalogue of Life.